# عقل بلتاجي
«محمد عقل» عيد بلتاجي (10 فبراير 1941 - 28 فبراير 2021) سياسي أردني من مواليد غزة شغل منصب أمين مدينة عمّان منذ أن تم تعيينه بهذا المنصب في 8 أيلول/ سبتمبر 2013 بقرار من مجلس الوزراء، وحتى استقالته في آذار/ مارس 2017. شغل بلتاجي وهو عضو في مجلس الأعيان الأردني مناصب عديدة أبرزها مستشار الملك الأردني في الديوان الملكي الهاشمي، ورئيس مجلس المفوضين / سلطة منطقة العقبة الاقتصادية الخاصة في مدينة العقبة، جنوب الأردن، وزيراً للسياحة والآثار.

## المؤهلات العلمية
- دبلوم الثانوية العامة – مدارس الفرندز 1959.
- الشهادة العامة لامتحان لندن –المستويين العادي والمتقدم 1959.

## المناصب التي شغلها
- عضو مجلس الأعيان حتى 2013.
- رئيس اللجنة العليا لمهرجان جرش للثقافة والفنون 2012-2013.
- مستشار الملك في الديوان الملكي الهاشمي 2004-2005.
- رئيس مجلس المفوضين /سلطة منطقة العقبة الاقتصادية الخاصة 2001-2004.
- وزير للسياحة والآثار 1997-2001.
- النائب الأعلى للرئيس التنفيذي / المدير العام لخدمات المسافرين والمطارات 1969-1976.
- مسؤول العلاقات الحكومية في مشروع تطوير المطارات / وزارة الدفاع السعودية الظهران / المملكة العربية السعودية 1967-1969.
- المساعد التنفيذي في مدارس أرامكو للسعوديين 1962-1967.
- المساعد التنفيذي في شركة الزيت العربية الأمريكية (أرامكو) 1962-1967.
- عضو مجلس الأعيان الحادي والعشرين.
- عضو مجلس الأعيان الثاني والعشرين.
- عضو مجلس الأعيان الثالث والعشرين.
- أمين عام لامانة عمان 2013 .
- عضو مجلس الأعيان الرابع والعشرين.
- رئيس لمجلس إدارة شركتا العبدلي للاستثمار والتطوير (المطوّر الرئيس للعبدلي الجديد)، وبوليفارد العبدلي، ممثلا لشركة الأفق العالمية للتنمية والتطوير التي يملكها الشيخ بهاء الدين رفيق الحريري.
- عضو مجلس أمناء متحف الأردن منذ تشكيل المجلس عام 2005.[3]

## وفاته
توفي في 28 فبراير (شباط) 2021 ميلاديًّا، الموافق 16 رجب 1442 هجريًّا، عن عمر ناهز 80 عامًا، متأثرا بإصابته بمرض فيروس كورونا.